# Artabazos (príncep)
Artabazos (en grec antic Ἀρτάβαζος) va ser un suposat príncep aquemènida que deia ser parent de Cir II el Gran en el relat de la vida d'aquest rei que va fer Xenofont.
Xenofont el descriu com un mede amic de Cir, que va aconsellar als seus de seguir a Cir i ser-li lleials. Quan Araspes estava a punt de violar a Pàntia, la dona d'Abradates, Cir va enviar a Artabazos per protegir-la; en la guerra contra Cresos de Lídia, era un dels que va dirigir la infanteria persa. Cir li va donar molts presents.